# Michael Kaeding
Michael Kaeding (* 1977 in Wuppertal) ist ein deutscher Politikwissenschaftler.

## Leben und Forschung
Kaeding studierte Verwaltungswissenschaften an der Universität Konstanz, der Universität Pavia und der Universität Moskau und wurde an der Universität Leiden zum Dr. phil. promoviert. Danach war er Post Doc und von 2007 bis 2012 Senior Lecturer mit dem Schwerpunkt Europäische Entscheidungsverfahren am European Institute of Public Administration (EIPA) in Maastricht. 2007 erhielt er den Van-Poelje Prijs für die beste Dissertation der Niederlande im Bereich der Verwaltungswissenschaft. Mit einem Fulbright-Stipendium forschte er 2010 an der University of Wisconsin.
2012 wurde er Professor für Europäische Integration und Europapolitik am Institut für Politikwissenschaft der Universität Duisburg-Essen. Er ist Inhaber eines Jean-Monnet-Lehrstuhls. Außerdem ist er seit 2013 Visiting Fellow am EIPA in Maastricht und Gastprofessor am College of Europe in Brügge und der Türkisch-Deutschen Universität in Istanbul. 2016 gewann er mit dem Projekt „NRW debattiert Europa“ den PADEMIA Lehrpreis. Im Jahr 2016 übernahm er die Position des Vorstandsvorsitzenden von TEPSA – Trans European Policy Studies Association als Nachfolger von Wolfgang Wessels. Er hatte diese Position bis 2019 inne. Zudem ist Kaeding seit 2017 Mitglied des Arbeitskreises Europäische Integration  und war bis dahin Mitherausgeber des Journal of European Integration. Er ist außerdem Mitherausgeber der Buchreihe The Future of Europe.
Seit 2017 leitet Kaeding zusammen mit Katrin Böttger vom Berliner Institut für Europäische Politik das H2020 Projekt SEnECA – Strengthening and Energizing EU-Central Asia Relations.
Derzeit ist er auch Prodekan für Forschung und wissenschaftlichen Nachwuchs an der Fakultät für Gesellschaftswissenschaften der Universität Duisburg-Essen.
Er veröffentlichte in Journals wie Journal of Common Market Studies, Comparative European Politics, Zeitschrift für Politikwissenschaft, European Law Journal, The Theory and Practice of Legislation, International Political Science Review, European Union Politics, Journal of European Public Policy und European Journal of Political Research.

## Aktuelle Projekte

### NRW debattiert Europa
NRW debattiert Europa ist ein jährlich stattfindender Debattierwettbewerb, der vom Jean-Monnet-Lehrstuhl für Europäische Integration und Europapolitik an der Universität Duisburg-Essen organisiert wird. Das Projekt ermöglicht es Studierenden von Universitäten in Nordrhein-Westfalen (NRW), im Rahmen ihres Bachelor- und Masterstudiums über die Zukunft Europas zu diskutieren und in einem Wettbewerb gegeneinander anzutreten.
Der Wettbewerb fördert eigenständiges Denken, verbessert Argumentationsfähigkeiten und Rhetorik und hat einen klaren Praxisbezug. Studierende erwerben dabei Kompetenzen, die sowohl ihre persönliche Entwicklung als auch ihre politikwissenschaftlichen Fertigkeiten beeinflussen.
NRW debattiert Europa ermöglicht den Austausch von Ideen und Standpunkten zu europäischen Themen. Teilnehmende haben die Möglichkeit, verschiedene Aspekte der Europäischen Union zu diskutieren und präzise und überzeugende Argumente zu präsentieren. Der Wettbewerb erfreut sich zunehmender Beliebtheit und bietet neben dem Wettbewerbscharakter auch die Chance, wertvolle Netzwerke mit anderen Studierenden und Expertinnen/Experten auf dem Gebiet der Europapolitik aufzubauen.
Das Projekt wird in Zusammenarbeit mit europäischen Institutionen, politischen Stiftungen und anderen relevanten Akteuren durchgeführt, um den Studierenden eine umfassende und praxisnahe Erfahrung zu bieten. NRW debattiert Europa trägt dazu bei, das Verständnis für europäische Fragen zu vertiefen und junge Menschen auf ihre zukünftige Rolle in der europäischen Politik vorzubereiten.

#### Gewinner
Seit der Einführung im Jahr 2016 haben verschiedene Universitäten in NRW den begehrten Titel gewonnen:
- 2016: Universität Duisburg-Essen
- 2017: Westfälische Wilhelms-Universität Münster
- 2018: Universität zu Köln
- 2019: Heinrich-Heine-Universität Düsseldorf
- 2020: Ruhr-Universität Bochum
- 2021: Westfälische Wilhelms-Universität Münster
- 2022: Universität Bonn
- 2023: Westfälische Wilhelms-Universität Münster

### EPvotetracker
EPvotetracker ist eine Web-Anwendung, die im Jahr 2021 vom Lehrstuhl für Europäische Integration und Europapolitik an der Universität Duisburg-Essen entwickelt wurde. Sie ermöglicht eine umfassende Analyse des Wahlverhaltens der Mitglieder des Europäischen Parlaments (MdEP). Nutzer können das Abstimmungsverhalten der MdEPs, Parteienmehrheiten und detaillierte Statistiken zu namentlichen Abstimmungen einsehen. Die App ermöglicht es den Nutzern, spezifische Abstimmungen zu untersuchen, herauszufinden, wie einzelne MdEPs, Fraktionen oder nationale Delegationen abgestimmt haben, und aussagekräftige Statistiken zu generieren. Zusätzlich bietet EPvotetracker übersichtliche Zusammenfassungen zum Abstimmungsverhalten der deutschen MdEPs zu aktuellen Fragen, gegliedert nach Bundesländern. Dieser kostenlose Service ist eine wertvolle Ressource für Forscher, Journalisten und Bürger, die das Entscheidungsfindungsverfahren im Europäischen Parlament besser verstehen möchten. Er fördert Transparenz und ermöglicht eine öffentliche Diskussion.

### ActEU
Michael Kaeding wird das Projekt ActEU leiten, das eine neue Ära repräsentativer Demokratie anstrebt. Das Projekt geht über herkömmliche Umfragen hinaus und untersucht das politische Vertrauen und die Legitimität in Europa. Dabei wird die Auswirkung der sozialen Polarisierung auf das Vertrauen und die Legitimität demokratischer politischer Systeme analysiert.
Das Projekt ist zweigeteilt. In der ersten Phase werden bestehende Probleme des schwindenden Vertrauens und der Legitimität in Europa untersucht. Mithilfe eines innovativen konzeptionellen Rahmens und einer empirischen Infrastruktur sollen die komplexen Dynamiken besser verstanden werden. In der zweiten Phase liegt der Fokus darauf, maßgeschneiderte Werkzeuge und Strategien für politische Akteure, zivilgesellschaftliche Organisationen, Lehrende und Wissenschaftler zu entwickeln, um den Herausforderungen des schwindenden politischen Vertrauens entgegenzuwirken. Das übergeordnete Ziel ist es, das Vertrauen der europäischen Bürgerinnen und Bürger zu stärken und den Anforderungen der repräsentativen Demokratie im modernen Zeitalter gerecht zu werden.
Das ActEU-Projekt wird durch das Horizon Europe Programm der Europäischen Union mit einer Förderung von drei Millionen Euro unterstützt.

## Schriften (Auswahl)
- mit Louise van Schaik, Alan Hudson, Jorge Núñez Ferrer: Policy Coherence for Development in the EU Council. Strategies for the Way Forward. Centre for European Policy Studies, Brüssel 2006, ISBN 92-9079-653-7.
- Better regulation in the European Union. Lost in Translation or Full Steam Ahead? The transportation of EU transport directives across member states. Leiden University Press, Leiden 2007, ISBN 978-90-8728-026-0.
- Towards an Effective European Single Market. Implementing the Various Forms of European Policy Instruments across Member States. Springer VS, Wiesbaden 2013, ISBN 978-3-531-19683-1.
- mit Niko Switek: Die Europawahl 2014. Spitzenkandidaten, Protestparteien, Nichtwähler. Springer VS, Wiesbaden 2015, ISBN 978-3-658-05737-4.
- mit Morten Pieper und Stefan Haußner: Nichtwähler in Europa, Deutschland und Nordrhein-Westfalen. Springer VS, Wiesbaden 2016, ISBN 978-3-658-11857-0.
- mit Christoph Klika und Julia Schmälter: Pharmacovigilance in the European Union. Springer VS, Wiesbaden 2017, ISBN 978-3-658-17275-6.
- mit Manuel Müller und Julia Schmälter: Die Europawahl 2019. Ringen um die Zukunft Europas. Springer VS, Wiesbaden 2020, ISBN 978-3-658-29277-5.
- Kaeding, M., Udovič, B. (eds): Slovenia and the EU. The Future of Europe. Springer, 2024, ISBN 978-3-031-61604-4, https://doi.org/10.1007/978-3-031-61605-1_14
- Kaeding, M., Pollak, J., Schmidt, P. (eds): The United States and the Future of Europe. Springer, 2025, ISBN 978-3-031-83349-6, https://doi.org/10.1007/978-3-031-83350-2